# Brève à nuque bleue
Espèce
Statut de conservation UICN

 LC  : Préoccupation mineure
La Brève à nuque bleue (Hydrornis nipalensis) est une espèce de passereaux de la famille des Pittidae.
Son aire de répartition s'étend sur le Bangladesh, le Bhoutan, la Chine, l’Inde, le Laos, la Birmanie, le Népal et le Viêt Nam. Son habitat naturel est constitué des forêts tropicales et subtropicales humides, en plaine et sur les contreforts montagneux.

## Taxinomie
D'après le Congrès ornithologique international, cette espèce est constituée des deux sous-espèces suivantes :
- Hydrornis nipalensis nipalensis  (Hodgson, 1837) — Est de l'Himalaya et Patkai ;
- Hydrornis nipalensis hendeei  (Bangs & van Tyne, 1931) — Yunnan, Guanxi, Laos et Viêt Nam.